# Dvouděložné
Třída dvouděložné rostliny (Magnoliopsida) je zastaralá taxonomická kategorie krytosemenných rostlin. Klasické členění krytosemenných rostlin na jednoděložné a dvouděložné se ukázalo s nástupem molekulárních metod jako nesprávné.
Moderní systém APG, zveřejněný v první verzi v roce 1998, přinesl do chápání krytosemenných rostlin převrat. Molekulární studie ukázaly, že dvouděložné rostliny jsou parafyletická skupina, z níž se jednoděložné odštěpily v průběhu vývoje a nejsou tedy sesterskou skupinou. Na základě těchto poznatků byly dvouděložné rozděleny na tzv. nižší a vyšší dvouděložné. Zatímco vyšší dvouděložné (Rosopsida) jsou podobně jako jednoděložné (Liliopsida) monofyletická skupina, nižší dvouděložné jsou parafyletická skupina celkem 5 starých vývojových větví krytosemenných rostlin. Protože dnešní taxonomie neuznává parafyletické taxony, je třída dvouděložné překonanou kategorií. Také pojem nižší dvouděložné je pouze pracovní název pro skupinu vývojových větví, nikoliv však třída rostlin.

## Vývojový strom krytosemenných rostlin
Podle systému APG III, zahrnuty jsou pouze recentní skupiny.

|  | Canellales             |
|  |                        |
|  | pepřotvaré (Piperales) |
|  |                        |

|  | vavřínotvaré (Laurales)      |
|  |                              |
|  | šácholanotvaré (Magnoliales) |
|  |                              |

|  | Canellales             |
|  |                        |
|  | pepřotvaré (Piperales) |
|  |                        |

|  | vavřínotvaré (Laurales)      |
|  |                              |
|  | šácholanotvaré (Magnoliales) |
|  |                              |

|  | Canellales             |
|  |                        |
|  | pepřotvaré (Piperales) |
|  |                        |

|  | vavřínotvaré (Laurales)      |
|  |                              |
|  | šácholanotvaré (Magnoliales) |
|  |                              |

|  | Canellales             |
|  |                        |
|  | pepřotvaré (Piperales) |
|  |                        |

|  | vavřínotvaré (Laurales)      |
|  |                              |
|  | šácholanotvaré (Magnoliales) |
|  |                              |

|  | jednoděložné (Monocots, Liliopsida)                                                                         |
|  | |
|  | \| \| růžkatcotvaré (Ceratophyllales) \| \| \| \| \| \| vyšší dvouděložné (Eudicots, Rosopsida) \| \| \| \| |
|  | |
|  | růžkatcotvaré (Ceratophyllales)                                                                             |
|  | |
|  | vyšší dvouděložné (Eudicots, Rosopsida)                                                                     |
|  | |

|  | růžkatcotvaré (Ceratophyllales)         |
|  |                                         |
|  | vyšší dvouděložné (Eudicots, Rosopsida) |
|  |                                         |

|  | Canellales             |
|  |                        |
|  | pepřotvaré (Piperales) |
|  |                        |

|  | vavřínotvaré (Laurales)      |
|  |                              |
|  | šácholanotvaré (Magnoliales) |
|  |                              |

|  | Canellales             |
|  |                        |
|  | pepřotvaré (Piperales) |
|  |                        |

|  | vavřínotvaré (Laurales)      |
|  |                              |
|  | šácholanotvaré (Magnoliales) |
|  |                              |

|  | Canellales             |
|  |                        |
|  | pepřotvaré (Piperales) |
|  |                        |

|  | vavřínotvaré (Laurales)      |
|  |                              |
|  | šácholanotvaré (Magnoliales) |
|  |                              |

|  | Canellales             |
|  |                        |
|  | pepřotvaré (Piperales) |
|  |                        |

|  | vavřínotvaré (Laurales)      |
|  |                              |
|  | šácholanotvaré (Magnoliales) |
|  |                              |

|  | jednoděložné (Monocots, Liliopsida)                                                                         |
|  | |
|  | \| \| růžkatcotvaré (Ceratophyllales) \| \| \| \| \| \| vyšší dvouděložné (Eudicots, Rosopsida) \| \| \| \| |
|  | |
|  | růžkatcotvaré (Ceratophyllales)                                                                             |
|  | |
|  | vyšší dvouděložné (Eudicots, Rosopsida)                                                                     |
|  | |

|  | růžkatcotvaré (Ceratophyllales)         |
|  |                                         |
|  | vyšší dvouděložné (Eudicots, Rosopsida) |
|  |                                         |

|  | Canellales             |
|  |                        |
|  | pepřotvaré (Piperales) |
|  |                        |

|  | vavřínotvaré (Laurales)      |
|  |                              |
|  | šácholanotvaré (Magnoliales) |
|  |                              |

|  | Canellales             |
|  |                        |
|  | pepřotvaré (Piperales) |
|  |                        |

|  | vavřínotvaré (Laurales)      |
|  |                              |
|  | šácholanotvaré (Magnoliales) |
|  |                              |

|  | Canellales             |
|  |                        |
|  | pepřotvaré (Piperales) |
|  |                        |

|  | vavřínotvaré (Laurales)      |
|  |                              |
|  | šácholanotvaré (Magnoliales) |
|  |                              |

|  | Canellales             |
|  |                        |
|  | pepřotvaré (Piperales) |
|  |                        |

|  | vavřínotvaré (Laurales)      |
|  |                              |
|  | šácholanotvaré (Magnoliales) |
|  |                              |

|  | jednoděložné (Monocots, Liliopsida)                                                                         |
|  | |
|  | \| \| růžkatcotvaré (Ceratophyllales) \| \| \| \| \| \| vyšší dvouděložné (Eudicots, Rosopsida) \| \| \| \| |
|  | |
|  | růžkatcotvaré (Ceratophyllales)                                                                             |
|  | |
|  | vyšší dvouděložné (Eudicots, Rosopsida)                                                                     |
|  | |

|  | růžkatcotvaré (Ceratophyllales)         |
|  |                                         |
|  | vyšší dvouděložné (Eudicots, Rosopsida) |
|  |                                         |

|  | Canellales             |
|  |                        |
|  | pepřotvaré (Piperales) |
|  |                        |

|  | vavřínotvaré (Laurales)      |
|  |                              |
|  | šácholanotvaré (Magnoliales) |
|  |                              |

|  | Canellales             |
|  |                        |
|  | pepřotvaré (Piperales) |
|  |                        |

|  | vavřínotvaré (Laurales)      |
|  |                              |
|  | šácholanotvaré (Magnoliales) |
|  |                              |

|  | Canellales             |
|  |                        |
|  | pepřotvaré (Piperales) |
|  |                        |

|  | vavřínotvaré (Laurales)      |
|  |                              |
|  | šácholanotvaré (Magnoliales) |
|  |                              |

|  | Canellales             |
|  |                        |
|  | pepřotvaré (Piperales) |
|  |                        |

|  | vavřínotvaré (Laurales)      |
|  |                              |
|  | šácholanotvaré (Magnoliales) |
|  |                              |

|  | jednoděložné (Monocots, Liliopsida)                                                                         |
|  | |
|  | \| \| růžkatcotvaré (Ceratophyllales) \| \| \| \| \| \| vyšší dvouděložné (Eudicots, Rosopsida) \| \| \| \| |
|  | |
|  | růžkatcotvaré (Ceratophyllales)                                                                             |
|  | |
|  | vyšší dvouděložné (Eudicots, Rosopsida)                                                                     |
|  | |

|  | růžkatcotvaré (Ceratophyllales)         |
|  |                                         |
|  | vyšší dvouděložné (Eudicots, Rosopsida) |
|  |                                         |

|  | Canellales             |
|  |                        |
|  | pepřotvaré (Piperales) |
|  |                        |

|  | vavřínotvaré (Laurales)      |
|  |                              |
|  | šácholanotvaré (Magnoliales) |
|  |                              |

|  | Canellales             |
|  |                        |
|  | pepřotvaré (Piperales) |
|  |                        |

|  | vavřínotvaré (Laurales)      |
|  |                              |
|  | šácholanotvaré (Magnoliales) |
|  |                              |

|  | Canellales             |
|  |                        |
|  | pepřotvaré (Piperales) |
|  |                        |

|  | vavřínotvaré (Laurales)      |
|  |                              |
|  | šácholanotvaré (Magnoliales) |
|  |                              |

|  | Canellales             |
|  |                        |
|  | pepřotvaré (Piperales) |
|  |                        |

|  | vavřínotvaré (Laurales)      |
|  |                              |
|  | šácholanotvaré (Magnoliales) |
|  |                              |

|  | jednoděložné (Monocots, Liliopsida)                                                                         |
|  | |
|  | \| \| růžkatcotvaré (Ceratophyllales) \| \| \| \| \| \| vyšší dvouděložné (Eudicots, Rosopsida) \| \| \| \| |
|  | |
|  | růžkatcotvaré (Ceratophyllales)                                                                             |
|  | |
|  | vyšší dvouděložné (Eudicots, Rosopsida)                                                                     |
|  | |

|  | růžkatcotvaré (Ceratophyllales)         |
|  |                                         |
|  | vyšší dvouděložné (Eudicots, Rosopsida) |
|  |                                         |

|  | Canellales             |
|  |                        |
|  | pepřotvaré (Piperales) |
|  |                        |

|  | vavřínotvaré (Laurales)      |
|  |                              |
|  | šácholanotvaré (Magnoliales) |
|  |                              |

|  | Canellales             |
|  |                        |
|  | pepřotvaré (Piperales) |
|  |                        |

|  | vavřínotvaré (Laurales)      |
|  |                              |
|  | šácholanotvaré (Magnoliales) |
|  |                              |

|  | Canellales             |
|  |                        |
|  | pepřotvaré (Piperales) |
|  |                        |

|  | vavřínotvaré (Laurales)      |
|  |                              |
|  | šácholanotvaré (Magnoliales) |
|  |                              |

|  | Canellales             |
|  |                        |
|  | pepřotvaré (Piperales) |
|  |                        |

|  | vavřínotvaré (Laurales)      |
|  |                              |
|  | šácholanotvaré (Magnoliales) |
|  |                              |

|  | jednoděložné (Monocots, Liliopsida)                                                                         |
|  | |
|  | \| \| růžkatcotvaré (Ceratophyllales) \| \| \| \| \| \| vyšší dvouděložné (Eudicots, Rosopsida) \| \| \| \| |
|  | |
|  | růžkatcotvaré (Ceratophyllales)                                                                             |
|  | |
|  | vyšší dvouděložné (Eudicots, Rosopsida)                                                                     |
|  | |

|  | růžkatcotvaré (Ceratophyllales)         |
|  |                                         |
|  | vyšší dvouděložné (Eudicots, Rosopsida) |
|  |                                         |

|  | Canellales             |
|  |                        |
|  | pepřotvaré (Piperales) |
|  |                        |

|  | vavřínotvaré (Laurales)      |
|  |                              |
|  | šácholanotvaré (Magnoliales) |
|  |                              |

|  | Canellales             |
|  |                        |
|  | pepřotvaré (Piperales) |
|  |                        |

|  | vavřínotvaré (Laurales)      |
|  |                              |
|  | šácholanotvaré (Magnoliales) |
|  |                              |

|  | Canellales             |
|  |                        |
|  | pepřotvaré (Piperales) |
|  |                        |

|  | vavřínotvaré (Laurales)      |
|  |                              |
|  | šácholanotvaré (Magnoliales) |
|  |                              |

|  | Canellales             |
|  |                        |
|  | pepřotvaré (Piperales) |
|  |                        |

|  | vavřínotvaré (Laurales)      |
|  |                              |
|  | šácholanotvaré (Magnoliales) |
|  |                              |

|  | jednoděložné (Monocots, Liliopsida)                                                                         |
|  | |
|  | \| \| růžkatcotvaré (Ceratophyllales) \| \| \| \| \| \| vyšší dvouděložné (Eudicots, Rosopsida) \| \| \| \| |
|  | |
|  | růžkatcotvaré (Ceratophyllales)                                                                             |
|  | |
|  | vyšší dvouděložné (Eudicots, Rosopsida)                                                                     |
|  | |

|  | růžkatcotvaré (Ceratophyllales)         |
|  |                                         |
|  | vyšší dvouděložné (Eudicots, Rosopsida) |
|  |                                         |

|  | Canellales             |
|  |                        |
|  | pepřotvaré (Piperales) |
|  |                        |

|  | vavřínotvaré (Laurales)      |
|  |                              |
|  | šácholanotvaré (Magnoliales) |
|  |                              |

|  | Canellales             |
|  |                        |
|  | pepřotvaré (Piperales) |
|  |                        |

|  | vavřínotvaré (Laurales)      |
|  |                              |
|  | šácholanotvaré (Magnoliales) |
|  |                              |

|  | Canellales             |
|  |                        |
|  | pepřotvaré (Piperales) |
|  |                        |

|  | vavřínotvaré (Laurales)      |
|  |                              |
|  | šácholanotvaré (Magnoliales) |
|  |                              |

|  | Canellales             |
|  |                        |
|  | pepřotvaré (Piperales) |
|  |                        |

|  | vavřínotvaré (Laurales)      |
|  |                              |
|  | šácholanotvaré (Magnoliales) |
|  |                              |

|  | jednoděložné (Monocots, Liliopsida)                                                                         |
|  | |
|  | \| \| růžkatcotvaré (Ceratophyllales) \| \| \| \| \| \| vyšší dvouděložné (Eudicots, Rosopsida) \| \| \| \| |
|  | |
|  | růžkatcotvaré (Ceratophyllales)                                                                             |
|  | |
|  | vyšší dvouděložné (Eudicots, Rosopsida)                                                                     |
|  | |

|  | růžkatcotvaré (Ceratophyllales)         |
|  |                                         |
|  | vyšší dvouděložné (Eudicots, Rosopsida) |
|  |                                         |

|  | Canellales             |
|  |                        |
|  | pepřotvaré (Piperales) |
|  |                        |

|  | vavřínotvaré (Laurales)      |
|  |                              |
|  | šácholanotvaré (Magnoliales) |
|  |                              |

|  | Canellales             |
|  |                        |
|  | pepřotvaré (Piperales) |
|  |                        |

|  | vavřínotvaré (Laurales)      |
|  |                              |
|  | šácholanotvaré (Magnoliales) |
|  |                              |

|  | Canellales             |
|  |                        |
|  | pepřotvaré (Piperales) |
|  |                        |

|  | vavřínotvaré (Laurales)      |
|  |                              |
|  | šácholanotvaré (Magnoliales) |
|  |                              |

|  | Canellales             |
|  |                        |
|  | pepřotvaré (Piperales) |
|  |                        |

|  | vavřínotvaré (Laurales)      |
|  |                              |
|  | šácholanotvaré (Magnoliales) |
|  |                              |

|  | jednoděložné (Monocots, Liliopsida)                                                                         |
|  | |
|  | \| \| růžkatcotvaré (Ceratophyllales) \| \| \| \| \| \| vyšší dvouděložné (Eudicots, Rosopsida) \| \| \| \| |
|  | |
|  | růžkatcotvaré (Ceratophyllales)                                                                             |
|  | |
|  | vyšší dvouděložné (Eudicots, Rosopsida)                                                                     |
|  | |

|  | růžkatcotvaré (Ceratophyllales)         |
|  |                                         |
|  | vyšší dvouděložné (Eudicots, Rosopsida) |
|  |                                         |

|  | Canellales             |
|  |                        |
|  | pepřotvaré (Piperales) |
|  |                        |

|  | vavřínotvaré (Laurales)      |
|  |                              |
|  | šácholanotvaré (Magnoliales) |
|  |                              |

|  | Canellales             |
|  |                        |
|  | pepřotvaré (Piperales) |
|  |                        |

|  | vavřínotvaré (Laurales)      |
|  |                              |
|  | šácholanotvaré (Magnoliales) |
|  |                              |

|  | Canellales             |
|  |                        |
|  | pepřotvaré (Piperales) |
|  |                        |

|  | vavřínotvaré (Laurales)      |
|  |                              |
|  | šácholanotvaré (Magnoliales) |
|  |                              |

|  | Canellales             |
|  |                        |
|  | pepřotvaré (Piperales) |
|  |                        |

|  | vavřínotvaré (Laurales)      |
|  |                              |
|  | šácholanotvaré (Magnoliales) |
|  |                              |

|  | jednoděložné (Monocots, Liliopsida)                                                                         |
|  | |
|  | \| \| růžkatcotvaré (Ceratophyllales) \| \| \| \| \| \| vyšší dvouděložné (Eudicots, Rosopsida) \| \| \| \| |
|  | |
|  | růžkatcotvaré (Ceratophyllales)                                                                             |
|  | |
|  | vyšší dvouděložné (Eudicots, Rosopsida)                                                                     |
|  | |

|  | růžkatcotvaré (Ceratophyllales)         |
|  |                                         |
|  | vyšší dvouděložné (Eudicots, Rosopsida) |
|  |                                         |

|  | Canellales             |
|  |                        |
|  | pepřotvaré (Piperales) |
|  |                        |

|  | vavřínotvaré (Laurales)      |
|  |                              |
|  | šácholanotvaré (Magnoliales) |
|  |                              |

|  | Canellales             |
|  |                        |
|  | pepřotvaré (Piperales) |
|  |                        |

|  | vavřínotvaré (Laurales)      |
|  |                              |
|  | šácholanotvaré (Magnoliales) |
|  |                              |

|  | Canellales             |
|  |                        |
|  | pepřotvaré (Piperales) |
|  |                        |

|  | vavřínotvaré (Laurales)      |
|  |                              |
|  | šácholanotvaré (Magnoliales) |
|  |                              |

|  | Canellales             |
|  |                        |
|  | pepřotvaré (Piperales) |
|  |                        |

|  | vavřínotvaré (Laurales)      |
|  |                              |
|  | šácholanotvaré (Magnoliales) |
|  |                              |

|  | jednoděložné (Monocots, Liliopsida)                                                                         |
|  | |
|  | \| \| růžkatcotvaré (Ceratophyllales) \| \| \| \| \| \| vyšší dvouděložné (Eudicots, Rosopsida) \| \| \| \| |
|  | |
|  | růžkatcotvaré (Ceratophyllales)                                                                             |
|  | |
|  | vyšší dvouděložné (Eudicots, Rosopsida)                                                                     |
|  | |

|  | růžkatcotvaré (Ceratophyllales)         |
|  |                                         |
|  | vyšší dvouděložné (Eudicots, Rosopsida) |
|  |                                         |

|  | Canellales             |
|  |                        |
|  | pepřotvaré (Piperales) |
|  |                        |

|  | vavřínotvaré (Laurales)      |
|  |                              |
|  | šácholanotvaré (Magnoliales) |
|  |                              |

|  | Canellales             |
|  |                        |
|  | pepřotvaré (Piperales) |
|  |                        |

|  | vavřínotvaré (Laurales)      |
|  |                              |
|  | šácholanotvaré (Magnoliales) |
|  |                              |

|  | Canellales             |
|  |                        |
|  | pepřotvaré (Piperales) |
|  |                        |

|  | vavřínotvaré (Laurales)      |
|  |                              |
|  | šácholanotvaré (Magnoliales) |
|  |                              |

|  | Canellales             |
|  |                        |
|  | pepřotvaré (Piperales) |
|  |                        |

|  | vavřínotvaré (Laurales)      |
|  |                              |
|  | šácholanotvaré (Magnoliales) |
|  |                              |

|  | jednoděložné (Monocots, Liliopsida)                                                                         |
|  | |
|  | \| \| růžkatcotvaré (Ceratophyllales) \| \| \| \| \| \| vyšší dvouděložné (Eudicots, Rosopsida) \| \| \| \| |
|  | |
|  | růžkatcotvaré (Ceratophyllales)                                                                             |
|  | |
|  | vyšší dvouděložné (Eudicots, Rosopsida)                                                                     |
|  | |

|  | růžkatcotvaré (Ceratophyllales)         |
|  |                                         |
|  | vyšší dvouděložné (Eudicots, Rosopsida) |
|  |                                         |

|  | Canellales             |
|  |                        |
|  | pepřotvaré (Piperales) |
|  |                        |

|  | vavřínotvaré (Laurales)      |
|  |                              |
|  | šácholanotvaré (Magnoliales) |
|  |                              |

|  | Canellales             |
|  |                        |
|  | pepřotvaré (Piperales) |
|  |                        |

|  | vavřínotvaré (Laurales)      |
|  |                              |
|  | šácholanotvaré (Magnoliales) |
|  |                              |

|  | Canellales             |
|  |                        |
|  | pepřotvaré (Piperales) |
|  |                        |

|  | vavřínotvaré (Laurales)      |
|  |                              |
|  | šácholanotvaré (Magnoliales) |
|  |                              |

|  | Canellales             |
|  |                        |
|  | pepřotvaré (Piperales) |
|  |                        |

|  | vavřínotvaré (Laurales)      |
|  |                              |
|  | šácholanotvaré (Magnoliales) |
|  |                              |

|  | jednoděložné (Monocots, Liliopsida)                                                                         |
|  | |
|  | \| \| růžkatcotvaré (Ceratophyllales) \| \| \| \| \| \| vyšší dvouděložné (Eudicots, Rosopsida) \| \| \| \| |
|  | |
|  | růžkatcotvaré (Ceratophyllales)                                                                             |
|  | |
|  | vyšší dvouděložné (Eudicots, Rosopsida)                                                                     |
|  | |

|  | růžkatcotvaré (Ceratophyllales)         |
|  |                                         |
|  | vyšší dvouděložné (Eudicots, Rosopsida) |
|  |                                         |

|  | Canellales             |
|  |                        |
|  | pepřotvaré (Piperales) |
|  |                        |

|  | vavřínotvaré (Laurales)      |
|  |                              |
|  | šácholanotvaré (Magnoliales) |
|  |                              |

|  | Canellales             |
|  |                        |
|  | pepřotvaré (Piperales) |
|  |                        |

|  | vavřínotvaré (Laurales)      |
|  |                              |
|  | šácholanotvaré (Magnoliales) |
|  |                              |

|  | Canellales             |
|  |                        |
|  | pepřotvaré (Piperales) |
|  |                        |

|  | vavřínotvaré (Laurales)      |
|  |                              |
|  | šácholanotvaré (Magnoliales) |
|  |                              |

|  | Canellales             |
|  |                        |
|  | pepřotvaré (Piperales) |
|  |                        |

|  | vavřínotvaré (Laurales)      |
|  |                              |
|  | šácholanotvaré (Magnoliales) |
|  |                              |

|  | jednoděložné (Monocots, Liliopsida)                                                                         |
|  | |
|  | \| \| růžkatcotvaré (Ceratophyllales) \| \| \| \| \| \| vyšší dvouděložné (Eudicots, Rosopsida) \| \| \| \| |
|  | |
|  | růžkatcotvaré (Ceratophyllales)                                                                             |
|  | |
|  | vyšší dvouděložné (Eudicots, Rosopsida)                                                                     |
|  | |

|  | růžkatcotvaré (Ceratophyllales)         |
|  |                                         |
|  | vyšší dvouděložné (Eudicots, Rosopsida) |
|  |                                         |

|  | Canellales             |
|  |                        |
|  | pepřotvaré (Piperales) |
|  |                        |

|  | vavřínotvaré (Laurales)      |
|  |                              |
|  | šácholanotvaré (Magnoliales) |
|  |                              |

|  | Canellales             |
|  |                        |
|  | pepřotvaré (Piperales) |
|  |                        |

|  | vavřínotvaré (Laurales)      |
|  |                              |
|  | šácholanotvaré (Magnoliales) |
|  |                              |

|  | Canellales             |
|  |                        |
|  | pepřotvaré (Piperales) |
|  |                        |

|  | vavřínotvaré (Laurales)      |
|  |                              |
|  | šácholanotvaré (Magnoliales) |
|  |                              |

|  | Canellales             |
|  |                        |
|  | pepřotvaré (Piperales) |
|  |                        |

|  | vavřínotvaré (Laurales)      |
|  |                              |
|  | šácholanotvaré (Magnoliales) |
|  |                              |

|  | jednoděložné (Monocots, Liliopsida)                                                                         |
|  | |
|  | \| \| růžkatcotvaré (Ceratophyllales) \| \| \| \| \| \| vyšší dvouděložné (Eudicots, Rosopsida) \| \| \| \| |
|  | |
|  | růžkatcotvaré (Ceratophyllales)                                                                             |
|  | |
|  | vyšší dvouděložné (Eudicots, Rosopsida)                                                                     |
|  | |

|  | růžkatcotvaré (Ceratophyllales)         |
|  |                                         |
|  | vyšší dvouděložné (Eudicots, Rosopsida) |
|  |                                         |

|  | Canellales             |
|  |                        |
|  | pepřotvaré (Piperales) |
|  |                        |

|  | vavřínotvaré (Laurales)      |
|  |                              |
|  | šácholanotvaré (Magnoliales) |
|  |                              |

|  | Canellales             |
|  |                        |
|  | pepřotvaré (Piperales) |
|  |                        |

|  | vavřínotvaré (Laurales)      |
|  |                              |
|  | šácholanotvaré (Magnoliales) |
|  |                              |

|  | Canellales             |
|  |                        |
|  | pepřotvaré (Piperales) |
|  |                        |

|  | vavřínotvaré (Laurales)      |
|  |                              |
|  | šácholanotvaré (Magnoliales) |
|  |                              |

|  | Canellales             |
|  |                        |
|  | pepřotvaré (Piperales) |
|  |                        |

|  | vavřínotvaré (Laurales)      |
|  |                              |
|  | šácholanotvaré (Magnoliales) |
|  |                              |

|  | jednoděložné (Monocots, Liliopsida)                                                                         |
|  | |
|  | \| \| růžkatcotvaré (Ceratophyllales) \| \| \| \| \| \| vyšší dvouděložné (Eudicots, Rosopsida) \| \| \| \| |
|  | |
|  | růžkatcotvaré (Ceratophyllales)                                                                             |
|  | |
|  | vyšší dvouděložné (Eudicots, Rosopsida)                                                                     |
|  | |

|  | růžkatcotvaré (Ceratophyllales)         |
|  |                                         |
|  | vyšší dvouděložné (Eudicots, Rosopsida) |
|  |                                         |

## Morfologické znaky dvouděložných rostlin
Zárodky klíčí dvěma děložními lístky – odtud název. Kořen je rozlišen na hlavní a vedlejší (allorhizie), cévní svazky v stonku jsou uspořádány do kruhu. Listy jsou bifaciální - liší se viditelně stavbou horní a dolní strany a mají zpeřenou žilnatinu. Průduchy mají dvouděložné rostliny obvykle na spodní straně listu, na rozdíl od jednoděložných rostlin, které průduchy mají na obou stranách listu. Květy bývají rozdlišeny na kalich a korunu.